# Astragalus chamberlainianus
Astragalus chamberlainianus är en ärtväxtart som beskrevs av Sümbül. Astragalus chamberlainianus ingår i släktet vedlar, och familjen ärtväxter. Inga underarter finns listade i Catalogue of Life.